# Aarah (Nord-Malé-Atoll)
Aarah (auch Aramh) ist eine Insel der Malediven im Nord-Malé-Atoll. Administrativ gehört sie zum Verwaltungsgebiet Kaafu. Sie hat eine Fläche von 5,7 ha, davon 2,0 ha aus Landgewinnung.
Die 200 × 360 Meter große Insel liegt zentral im südlichen Teil des Atolls; etwa 6 Kilometer nördlich der  Hauptinsel Malé. Die Nachbarinseln sind Kurumba (Vihamanaafushi) im Osten, 
Feydhoofinolhu im Südwesten sowie Bandos und Kudabandos im Norden.
Auf Aarah befindet sich die Ferienresidenz des ehemaligen maledivischen Präsidenten Maumoon Abdul Gayoom, der die Anlage für sich und seine Familie während seiner Regierungszeit errichten ließ. Aarah war bei der Bevölkerung äußerst umstritten, da viele Malediver der Meinung waren, dass aufgrund der Grundflächenknappheit der Präsident nicht das Recht haben sollte, allein mit seiner Familie eine Insel in bester Lage nahe der Hauptstadt als Zweitwohnsitz zu besitzen. Da sich Präsident Gayoom daneben auch einen neuen luxuriösen Amtssitz (Theemuge) direkt in der Stadt Malé erbauen ließ, galt Aarah für Kritiker des Präsidenten als Beispiel für dessen Selbstbereicherung und Verschwendung staatlicher Gelder. Präsident Mohamed Nasheed, der als Nachfolger Gayooms auch Aarah erhielt, verzichtete auf die Nutzung der Insel als Residenz. Seitdem wird Aarah hauptsächlich für Kulturfestivals genutzt. 